# Chamaedorea costaricana
Chamaedorea costaricana är en enhjärtbladig växtart som beskrevs av Oerst.. Chamaedorea costaricana ingår i släktet Chamaedorea och familjen Arecaceae. Inga underarter finns listade i Catalogue of Life.

## Bildgalleri

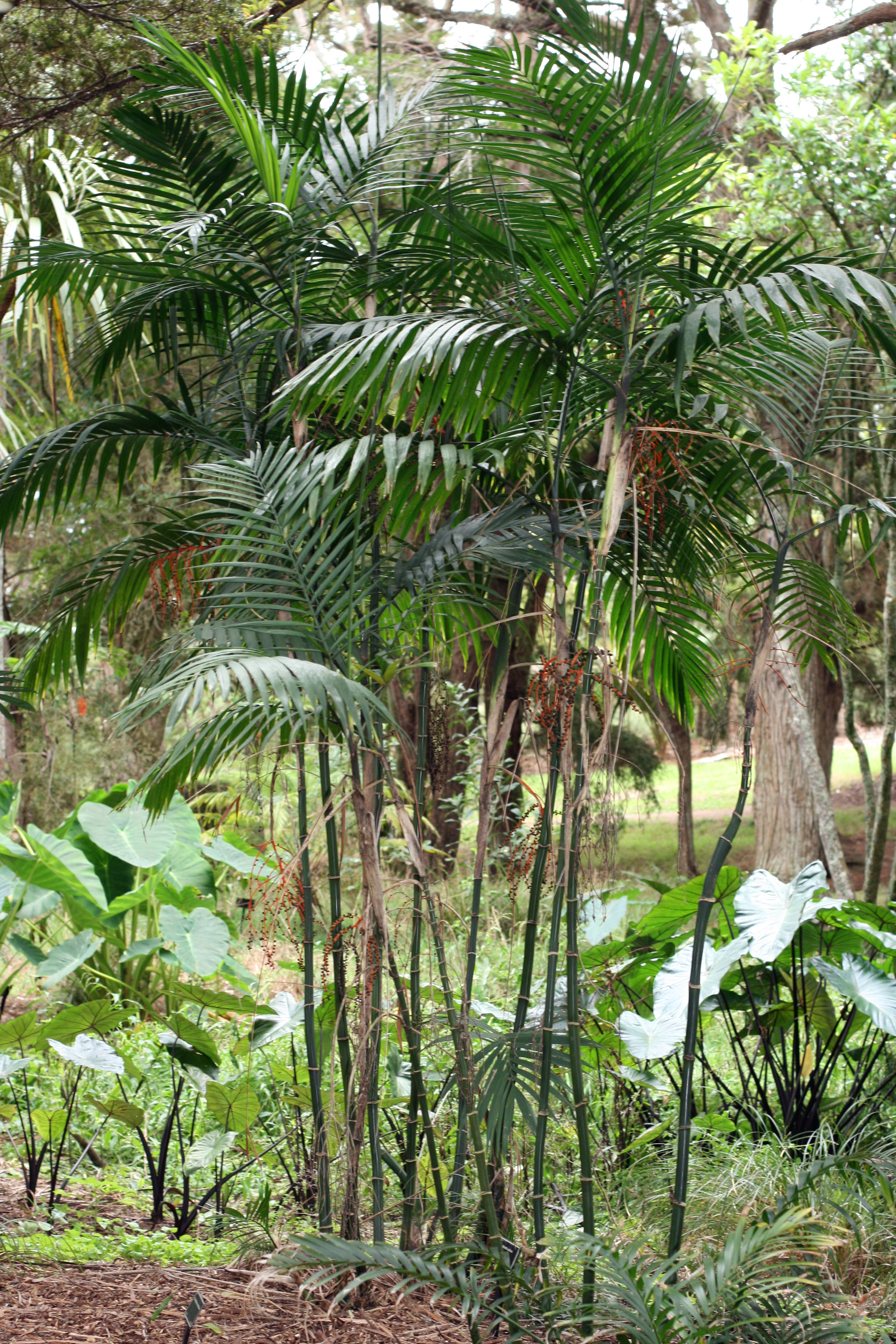